# 急性發熱性嗜中性皮病
急性發熱性嗜中性皮病（Acute febrile neutrophilic dermatosis），又稱史維德氏症候群（Sweet syndrome，簡稱SS）是一種皮膚病。其特徵為突然出現發熱、白血球增多。患者可能會出現界線清晰的觸痛性紅色丘疹與斑塊，組織學檢查顯示嗜中性白血球的密集浸潤。
本症最早於1964年由羅伯特·道格拉斯·史維德（Robert Douglas Sweet）描述。

## 症狀

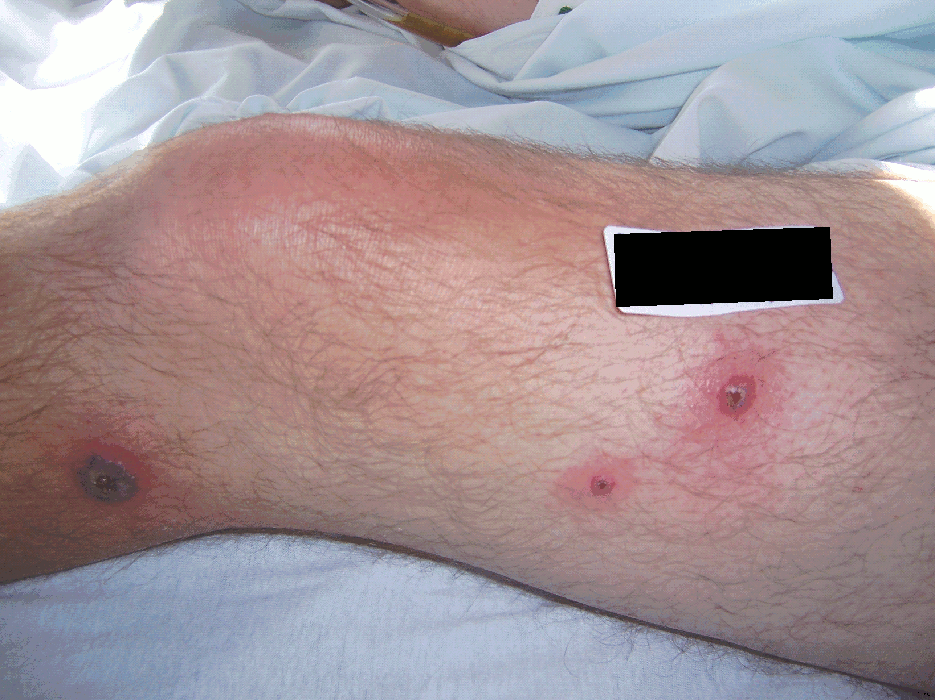
與克隆氏症相關的Sweet症候群患者，左腿出現壞死性膿疱病灶。

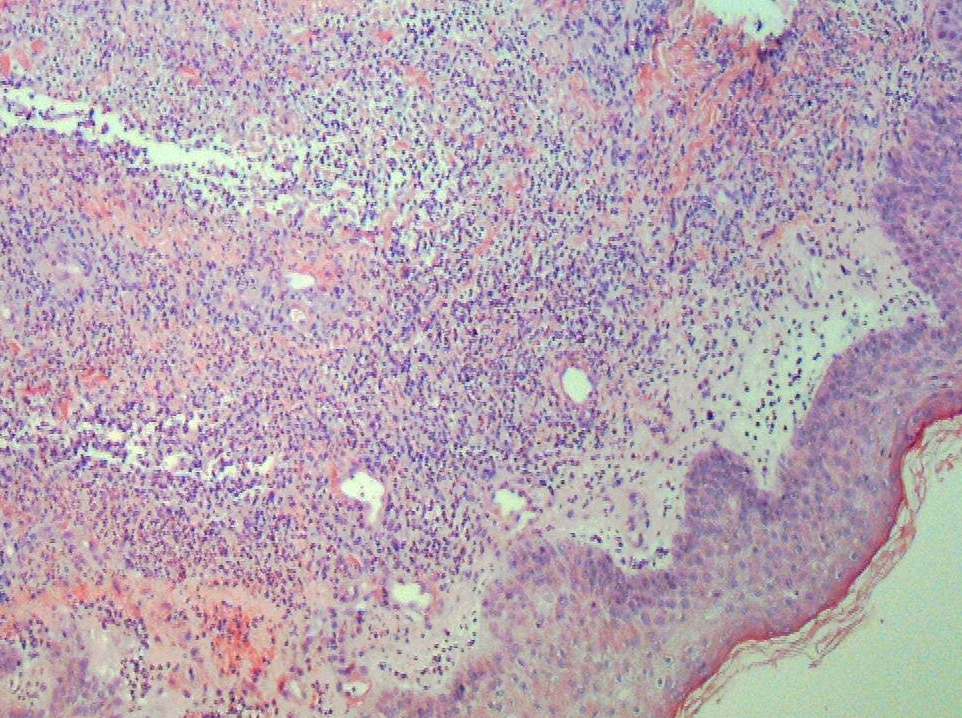
皮膚切片顯示真皮內有嗜中性白血球浸潤，無血管炎跡象。

皮膚表現通常為急性、觸痛性、紅斑性斑塊、結節、假性水皰（pseudovesicles），偶爾有環狀（annular）或弧形（arciform）水皰。病灶常見於頭部、頸部、四肢，尤以上肢的手背與手指較為常見，軀幹較少受到進犯，偶見生殖器進犯。
常見皮膚外症狀包括發燒（50%）、關節痛或關節炎（62%）、眼睛症狀（結膜炎或虹膜睫狀體炎，38%）以及口腔潰瘍（13%）。

## 病因
SS可依臨床情境分類為下列幾型：
- 經典型（classical SS），又稱為特發型（idiopathic SS）
- 惡性腫瘤相關型（malignancy-associated SS）

- 藥物誘發型（drug-induced SS）

### 系統性疾病
SS屬於反應性現象，通常是全身性疾病誘發的皮膚表現。當皮膚病變嚴重或血液學異常時，建議進行系統性評估。約20%病例與惡性腫瘤相關，尤以急性骨髓性白血病（AML）最常見。高達50%的病例可發現潛在疾病（如鏈球菌感染、炎症性腸病、非淋巴性白血病、其他血液腫瘤、實體腫瘤、妊娠等）。SS可能會在血液疾病診斷前3個月至6年出現，因此「特發型」患者必須密切追蹤。
有多種藥物曾報導會引發SS，目前已有充分證據顯示造血生長因子（如G-CSF）可能誘發SS。

### 相關疾病
雖然SS可以單獨發生，但也常與血液學疾病（尤其白血病、急性骨髓性白血病）、實體癌（如泌尿生殖系統、消化道與乳癌）及免疫學疾病（如類風濕性關節炎、炎症性腸病、貝賽特氏症）相關。
妊娠也有可能會誘發SS，妊娠相關性SS通常發生於第一孕期（妊娠後第1-3個月）或第二孕期（妊娠後第4-6個月），可能在後續懷孕中復發，但對胎兒無明顯風險。
研究提出遺傳相關性假說，但尚未確認特定基因。
SS除了進犯皮膚外，也可侵犯其他器官，若有腦炎或腦膜炎，稱為「神經型史維德氏症候群」（neuro-Sweet disease）。此類病人通常對皮質類固醇治療反應良好，且人類白細胞抗原（HLA）B54與Cw1型出現頻率高，但可能涉及多重風險因子。與之相關的神經型貝賽特氏症則常見B51型，兩者可能屬同一疾病光譜。

## 診斷
鑑別診斷包括壞疽性膿皮症、感染、多形性紅斑、藥物反應、蕁麻疹。 約三分之一病人會復發。

### 實驗室檢驗
血液檢驗常見中度中性球增多（<50%）、紅血球沉降率（ESR)升高（>30 mm/h，佔90%）、鹼性磷酸酶（ALK-P）輕度升高（83%）。皮膚切片可能會顯示真皮乳突層（papillary layer）與網狀層（Reticular layer）之間有多形核白血球浸潤、核碎裂與組織球浸潤。浸潤多位於為血管周圍，偶見內皮腫脹，但早期病灶無血管炎表現。血管周圍炎（Perivasculitis）為嗜中性球分泌細胞激素所致的繼發現象，而SS通常不會看到白血球破碎性血管炎（leukocytoclastic vasculitis）變化。

### 定義
SS可以透過典型皮疹以及病理切片診斷。該症候群最初描述四大特徵：發燒、白血球增多、急性觸痛性紅色斑塊、真皮乳突層中性球浸潤，因而命名為「急性發熱性嗜中性白血球皮膚病」，後續研究發現並不是每位病患都會出現發燒與中性球增多的情形。
1994年由馮·登·德里施（von den Driesch）提出了SS的臨床診斷標準，該診斷標準須符合所有主要標準，以及四個次要標準中的至少兩項。需要注意的是該標準的病理變化必須看到有中性球的浸潤才能稱為SS，因此若病理切片下看到以其他血球為主的浸潤，即使症狀吻合也不建議診斷為SS。
| 主要標準（須完全符合）                                                 | 次要標準（4個符合2個）                                                                                                  |
| ---------------------------------------------------------------------- | --- |
| 突然出現疼痛性紅斑或結節                                               | 體溫 >38°C |
| 組織病理學證據顯示存在緻密的嗜中性球浸潤，但無白血球破碎性血管炎的證據 | 與潛在的血液系統或內臟惡性腫瘤、發炎性疾病或懷孕有關，或先前有上呼吸道或胃腸道感染或疫苗接種                            |
|                                                                        | 對全身性皮質類固醇或碘化鉀反應良好                                                                                      |
|                                                                        | 四項實驗室值中有三項升高： - 紅血球沉降速率（ESR）> 20 mm/h - C反應蛋白（CRP）上升 - 白血球計數>8000 - 中性粒細胞> 70％ |

針對藥物性SS，Walker和Cohen於1996年提出了診斷標準，必須五個症狀皆完全吻合才可以診斷藥物性SS：
| 診斷標準                                                               |
| ---------------------------------------------------------------------- |
| 突然出現的疼痛性紅斑或結節                                             |
| 組織病理學證據顯示存在緻密的嗜中性球浸潤，但無白血球破碎性血管炎的證據 |
| 體溫 >38°C                                                             |
| 症狀在藥物給予後才誘發，且在重複給藥後再次復發                         |
| 停止給予誘發藥物或給予全身性皮質類固醇治療後，病灶會消退               |

## 分類
SS可透過臨床症狀、誘發原因，以及組織學變化進行分類：
- 臨床症狀
  - 大皰性SS（Bullous SS）
  - 蜂窩性組織炎樣SS（Cellulitis-like SS）
  - 壞死性SS（Necrotizing SS）
  - 手背中性白血球性皮膚病（Neutrophilic dermatosis of the dorsal hands）
- 組織學表現
  - 隱球菌樣（Cryptococcoid SS）
  - 組織細胞樣（Histiocytoid SS）
  - 正常血脂黃化（Normolipemic xanthomized SS）

## 治療
全身性皮質類固醇（如潑尼松）是SS的標準治療，其療效相當快速，患者用藥後，通常可在72小時內退燒、白血球下降與皮疹改善，皮疹於3–9日內消退，異常實驗值亦快速正常化。惟復發常見。皮質類固醇於2–6週內逐漸停藥。部分患者自發痊癒。外用或局部注射類固醇亦可作為單一或輔助療法。
口服碘化鉀或秋水仙素可快速改善，適用於感染風險或不宜使用類固醇者。
一項研究使用吲哚美辛治療（首週每日150 mg，後兩週每日100 mg），18例中17例初期改善良好，發燒與關節痛48小時內顯著緩解，皮疹7–14日內消退。
病灶持續者可用潑尼松（1 mg/kg/day），未見復發。
其他替代藥物包含達普頌、多西環素、氯法齊明與環孢素，皆能抑制嗜中性球移動與功能。

## 流行病學
SS為罕見疾病，其研究大多局限於病例報告，並無大規模的流行病學研究。根據目前已發布的病例報告，SS較常發生於60歲以上的族群，兒童的SS發生率較低，但仍有病例報告。

## 歷史
1964年，英國皮膚科醫師羅伯特·道格拉斯·史維德（Robert Douglas Sweet）報導了八位女性病例，以「急性發熱性嗜中性皮病」（Acute febrile neutrophilic dermatosis）為名，首次描述了此一症候群。因此該疾病後來又稱為史維德氏症候群（Sweet syndrome），有時亦會以史維德診斷的前兩位病人為名，稱為Gomm–Button病。
1986年，蘇文博與劉漢南醫師對於SS首次提出了診斷標準。1994年，馮·登·德里施（von den Driesch）以此為基礎進行修改及完善，並提出了SS的臨床診斷標準。